# Sandesh
Il sandesh (Bengali: সন্দেশ Shôndesh; Hindi: संदेश) è un dessert originario del Bangladesh creato con latte e zucchero. Talvolta vengono utilizzati chhena o paneer al posto del latte. Nella Divisione di Dacca si usa il termine "pranahara" (letteralmente, "rubacuori") per indicare un tipo di sandesh più morbido, preparato con mawa ed essenza di cagliata.

## Storia

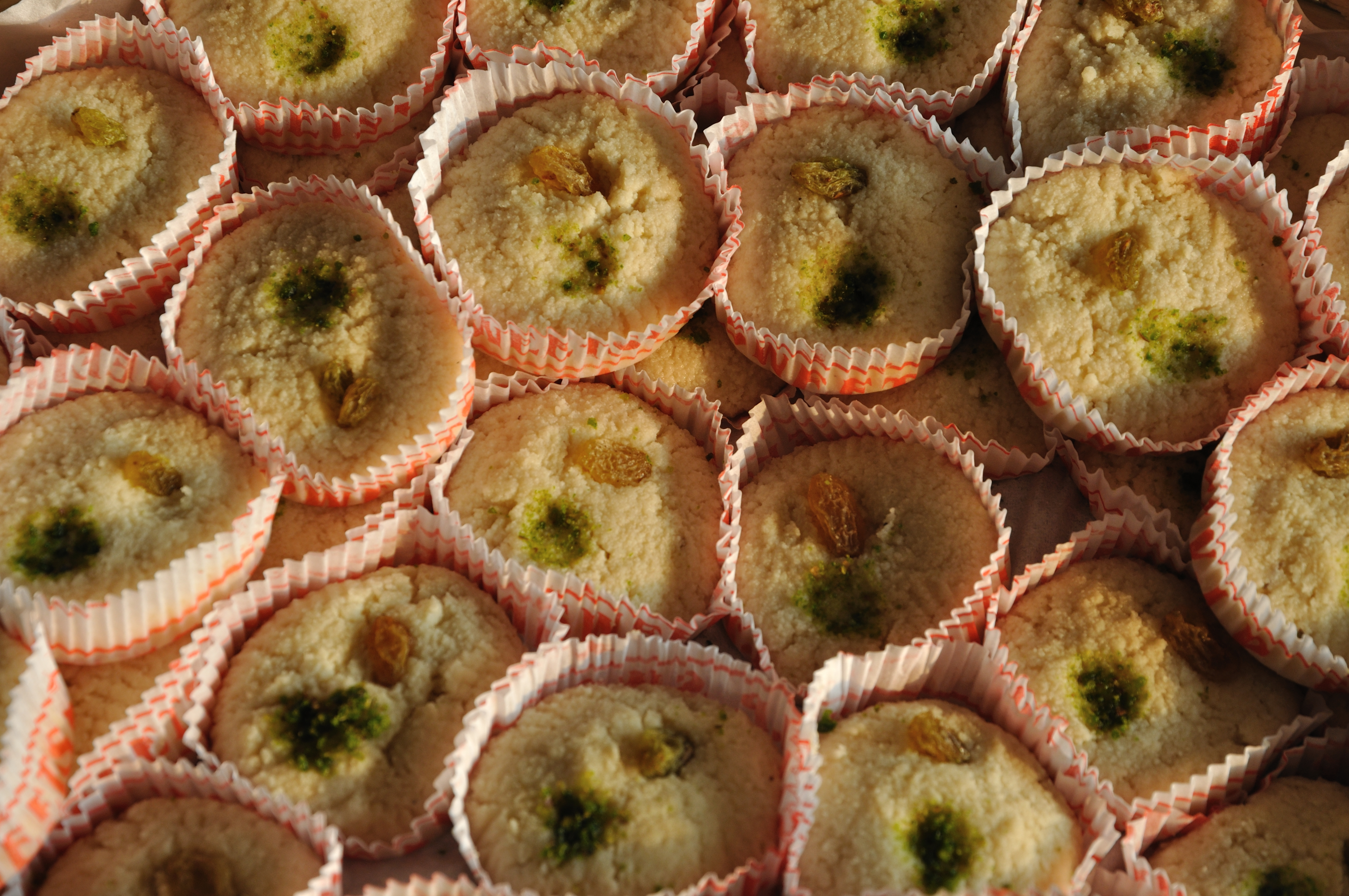
Sandesh confezionati

Un dolce chiamato "sandesh" è menzionato nella letteratura medioevale del Bangladesh, in particolare nel Krittivasi Ramayan e nelle liriche di Chaitanya Mahaprabhu. Comunque gli ingredienti di questo antico piatto non sono conosciuti e verosimilmente erano differenti dal moderno sandesh a base di chhena. Tale ricetta originale infatti era forse a base di kheer solidificato.
Non è facile determinare con esattezza il momento in cui il termine "sandesh" iniziò ad essere utilizzato in riferimento all'odierno dolce a base di chhena; ciò avvenne sicuramente prima della seconda metà del XIX secolo.
L'introduzione del chhena come ingrediente del sandesh si ebbe probabilmente a causa dell'influenza portoghese nel territorio del Bangladesh durante il XVI secolo.

## Preparazione
Il sandesh può essere preparato a partire dal chhena.
Il tipo di sandesh più semplice è detto "makha sandesh", che vuol dire sandesh "impastato". Viene preparato mescolando il chhena con lo zucchero su una fiamma bassa.
Il termine "kanchagolla sandesh" si riferisce invece al sandesh a forma di palline (kancha = grezzo; golla = palla).
Un'altra variante è il "nolen gurer sandesh", che viene preparato con jaggery. Lo jaggery gli fornisce un colore bruno o caramellato.
In altre preparazioni più elaborate, il chhena viene essiccato e pressato, aromatizzato con essenze di frutta, talvolta colorato e infine cucinato con differenti consistenze. Può essere inoltre riempito con sciroppo, miscelato con cocco o kheer e modellato in diverse forme, tra cui conchiglie, elefanti e pesci.